# Sant Isidre (barri de València)
Sant Isidre és un barri de València. Era un dels pobles de l'Horta de València que passaren a sota l'administració de la ciutat al segle xix. Forma part del districte de Patraix i fita amb el barri de Safranar al nord, el polígon industrial de Vara de Quart a l'oest, el cementeri municipal de València a l'est i la nova llera del riu Túria al sud. El barri és format per quatre carrers en cada direcció, que es troben envoltants d'obstacles: a la vora sud, junt amb el riu, passa la línia de ferrocarril emprat pels trens de rodalia i regionals en sentit Bunyol i Madrid, que actua de barrera física al barri; a l'oest l'avinguda anomenada Camí Nou de Picanya, que és on comença l'Autovia de Torrent; al nord la Ronda Sud de València; i a l'est, la línia de metro i l'esmentat cementeri.

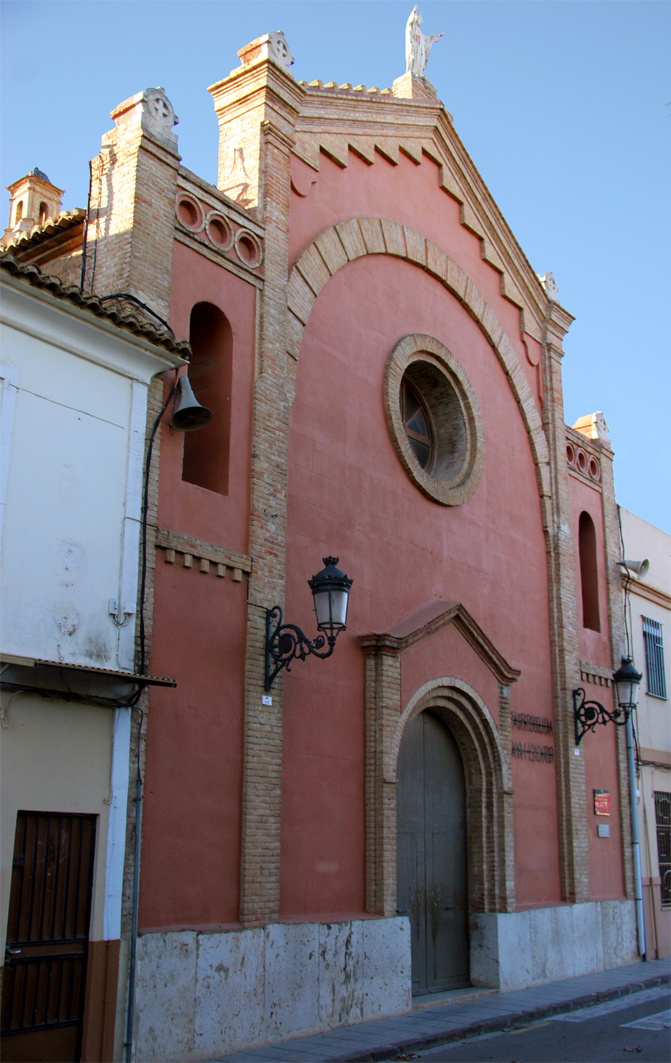
Església parroquial.

El barri disposa d'una parada de metro arran de terra: Sant Isidre i d'una de ferrocarril d'ample ibèric elevada, València - Sant Isidre. Aquesta és l'estació terminal dels trens de rodalia provinents de l'oest (Riba-roja de Túria i Bunyol) des del 2008 i fins a la construcció de l'estació de TGV provisional de la Font de Sant Lluís. Directament al sud hi ha el dipòsit sud d'autobusos de l'EMT de València.